# Sepedon lippensis
Sepedon lippensis är en tvåvingeart som beskrevs av Verbeke 1950. Sepedon lippensis ingår i släktet Sepedon och familjen kärrflugor.
Artens utbredningsområde är Kongo, Etiopien, Rwanda, Tanzania och Uganda. Inga underarter finns listade i Catalogue of Life.